# حسین کارتال
حسین کارتال (انگلیسی: Hüseyin Kartal؛ زادهٔ ۱ ژانویهٔ ۱۹۸۲) بازیکن فوتبال اهل ترکیه است.
از باشگاه‌هایی که در آن بازی کرده‌است می‌توان به باشگاه فوتبال قاسم‌پاشا اسپور، باشگاه فوتبال دیاربکرسپور، باشگاه فوتبال آنکارا اسپور، باشگاه فوتبال دنیزلی اسپور، باشگاه فوتبال آنکاراگوچو، باشگاه ورزشی مالاتیااسپور، باشگاه فوتبال ینی ملطیه‌اسپور، و باشگاه ورزشی گوزتپه اشاره کرد.
وی همچنین در تیم ملی فوتبال ترکیه بازی کرده‌است.